# Bryce Deadmon
Bryce Deadmon (* 26. März 1997 in Missouri City, Texas) ist ein US-amerikanischer Leichtathlet, der sich auf den 400-Meter-Lauf spezialisiert hat. Bei den Olympischen Sommerspielen 2020 in Tokio wurde er mit der 4-mal-400-Meter-Staffel Olympiasieger und ein Jahr später bei den Weltmeisterschaften in seiner Heimat Weltmeister.

## Leben
Bryce Deadmon stammt aus Missouri City im US-Bundesstaat Texas. Er besuchte die Fort Bend Ridge Point High School in seiner Heimatstadt und nahm im Anschluss ein Studium an der Texas A&M University in College Station auf, für deren Leichtathletikteam, die Texas A&M Aggies, er in Wettkämpfen an den Start geht. Deadmon ist Mitglied der Studentenverbindung Omega Psi Phi.

## Sportliche Laufbahn
Bryce Deadmon trat im Jahr 2013 in seinen ersten überregionalen Wettkämpfen im 400-Meter-Lauf an. Bis zum Sommer 2014 steigerte er seine Bestzeit auf 47,64 s. 2018 bestritt er seine ersten Wettkämpfe für seine Universität. Im Mai stellte er bei den Collegemeisterschaften der Southeastern Conference mit 45,71 s eine neue Bestzeit auf und belegte damit im Finale den fünften Platz. 2019 qualifizierte er sich für die Meisterschaften der NCAA Division I, die Teil der NCAA, ist und landete im Finale mit Bestzeit von 45,18 s auf dem sechsten Platz. Bei denselben Meisterschaften konnte er mit der 4-mal-400-Meter-Staffel die Goldmedaille gewinnen. Ende Juli nahm er das erste Mal an den US-Meisterschaften der Erwachsenen teil, scheiterte allerdings im Vorlauf der 400 Meter. 2021 erreichte Deadmon zum zweiten Mal nach 2018 das Finale über 400 Meter bei den NCAA Division I-Meisterschaften in Eugene. Im Finale lief er mit 44,44 eine neue persönliche Bestzeit, womit er den zweiten Platz belegte. Erst im Alter von 16 Jahren wandte er sich der Leichtathletik zu. Später im Juni erreichte er das Finale bei den US-Ausscheidungswettkämpfen für die Olympischen Sommerspiele in Tokio, verpasste es allerdings mit dem siebten Platz sich den Start im Einzelrennen zu sichern. Dennoch trat er mit der Staffel bei den Spielen an – zunächst mit der erstmals olympischen Mixed-Staffel, mit der er die Bronzemedaille gewinnen konnte. Rund eine Woche später erreichte er auch mit der 4-mal-400-Meter-Staffel der Männer das Finale, mit der in einer Zeit von 2:55,70 min den Olympiasieg feiern konnte. Damit ist er einer von fünf Medaillengewinnern für seine texanische Universität. 2023 trat er in Budapest erneut bei den Weltmeisterschaften an. Dort belegte er den siebten Platz in seinem Vorlauf und schied damit frühzeitig aus.
2024 startete Deadmon in Paris erneut bei den Olympischen Sommerspielen. Er verpasst die nationsinterne Qualifikation für den 400-Meter-Lauf, wurde allerdings als Läufer für die 4-mal-400-Meter-Mixed- und die 4-mal-400-Meter-Langstaffel der Männer besetzt. Mit der Mixed-Staffel lief er zunächst im Vorlauf einen neuen Weltrekord. Im Finale landete das US-Team auf dem zweiten Rang hinter den Niederländern. Anschließend erreichte Deadmon auch mit der Männerstaffel das Finale, mit der er, wie schon in Tokio drei Jahre zuvor, die Goldmedaille gewinnen konnte.
2023 wurde Deadmon mit neuer Bestzeit von 44,22 s US-Meister im 400-Meter-Lauf.

## Wichtige Wettbewerbe
| Jahr                           | Veranstaltung                  | Ort                            | Platz                          | Disziplin                      | Zeit                           |
| Startet für Vereinigte Staaten | Startet für Vereinigte Staaten | Startet für Vereinigte Staaten | Startet für Vereinigte Staaten | Startet für Vereinigte Staaten | Startet für Vereinigte Staaten |
| ------------------------------ | ------------------------------ | ------------------------------ | ------------------------------ | ------------------------------ | ------------------------------ |
| 2021                           | Olympische Sommerspiele        | Tokio                          | 3.                             | 4 × 400 m                      | 3:11,39 min                    |
| 2021                           | Olympische Sommerspiele        | Tokio                          | 1.                             | 4 × 400 m                      | 2:55,70 min                    |
| 2022                           | Weltmeisterschaften            | Eugene                         | 1.                             | 4 × 400 m                      | 2:56,17 min                    |
| 2023                           | Weltmeisterschaften            | Budapest                       | 38.                            | 400 m                          | 46,20 s                        |
| 2024                           | Olympische Sommerspiele        | Paris                          | 2.                             | 4 × 400 m                      | 3:07,74 min                    |
| 2024                           | Olympische Sommerspiele        | Paris                          | 1.                             | 4 × 400 m                      | 2:54,43 min                    |

## Persönliche Bestleistungen
Freiluft
- 400 m: 44,22 s, 8. Juli 2023, Eugene

Halle
- 60 m: 6,72 s, 3. Februar 2024, College Station
- 200 m: 20,92 s, 3. Februar 2024, College Station
- 400 m: 45,22 s, 12. Februar 2021, Fayetteville